# Rhodacaropsis attenuatus
Rhodacaropsis attenuatus är en spindeldjursart som först beskrevs av Loots 1969.  Rhodacaropsis attenuatus ingår i släktet Rhodacaropsis och familjen Rhodacaridae. Inga underarter finns listade i Catalogue of Life.